# Neopanorpa retina
Neopanorpa retina är en näbbsländeart som beskrevs av Chou, Li in Chou, Wang, Lin och Tong 1988. Neopanorpa retina ingår i släktet Neopanorpa och familjen skorpionsländor. Inga underarter finns listade i Catalogue of Life.